# Алтори (Гросето)
Алтори је насеље у Италији у округу Гросето, региону Тоскана.
Према процени из 2011. у насељу је живело 26 становника. Насеље се налази на надморској висини од 854 м.